# Inspire Brands
Inspire Brands, Inc. är ett amerikanskt multinationellt förvaltningsbolag som verkar inom restaurangnäringen. De äger restaurangkedjorna Arby's, Baskin-Robbins, Buffalo Wild Wings, Dunkin' Donuts, Jimmy John's, Mister Donut och Sonic Drive-In. Förvaltningsbolaget kontrolleras av riskkapitalbolaget Roark Capital Group.
Företaget har sitt ursprung från den 13 juni 2011 när Roark köpte 81,5% av Arby's för 430 miljoner amerikanska dollar. I september 2016 köpte de även 65% av Jimmy John's för omkring 2,3 miljarder dollar. I februari 2018 förvärvade Roark även Buffalo Wild Wings och grundade samtidigt Inspire Brands. The Wendy's Company, som Roark köpte Arby's ifrån, gick med på att reducera sin aktieandel från 18,5% till 12,3%. I augusti meddelade Wendy's att man hade sålt andelen till Roark för ytterligare 450 miljoner dollar. I december köpte förvaltningsbolaget Sonic Drive-In för 2,3 miljarder dollar. Den 18 oktober 2019 köptes resten av Jimmy John's, som lades omgående in i Inspire Brands. Den 30 oktober 2020 meddelades det att Inspire Brands skulle köpa Dunkin' Brands Group för 11,3 miljarder dollar, affären slutfördes den 15 december. Den 19 december 2022 sålde Inspire Brands Buffalo Wild Wings dotterbolag Rusty Taco, som är en restaurangkedja för Tex-mex-köket, till Gala Corp., som i sin tur äger bland annat pizzarestaurangkedjan Cicis.
Inspire Brands har sitt huvudkontor i Sandy Springs i Georgia.

## Dotterbolag
Statistik för år 2023.
| Kedja              | Typ av huvudrätt(er) | Försäljning         | Antal restauranger |
| ------------------ | -------------------- | ------------------- | ------------------ |
| Arby's             | Smörgåsar            | ▲ $ ~4,8 miljarder  | ▬ ~3 600           |
| Baskin-Robbins     | Glass                | ▼ $ ~2,2 miljarder  | ▲ ~7 700           |
| Buffalo Wild Wings | Buffalo wings        | ▬ $ ~4,0 miljarder  | ▬ ~1 300           |
| Dunkin' Donuts     | Munkar               | ▲ $ ~13,3 miljarder | ▲ ~13 700          |
| Jimmy John's       | Smörgåsar            | ▲ $ ~2,5 miljarder  | ▬ ~2 600           |
| Mister Donut       | Munkar               | N/A                 | N/A                |
| Sonic Drive-In     | Hamburgare           | ▬ $ ~5,5 miljarder  | ▬ ~3 500           |
| Totalt:            | Totalt:              | ▲ $ ~32,5 miljarder | ▲ ~32 600          |